# 北越後觀光巴士
北越後觀光巴士株式會社（日语：／）是一間曾經總部位於新潟縣柏崎市，提供一般巴士路線服務於該縣中越地方北部和西部的巴士公司。為越後交通的全資子公司，後來在2017年合併至越後交通後被解散。

## 歷史
越後交通集團的路線網以長岡市等地方為中心。而北越後觀光巴士的路線網則以長岡市郊外、柏崎市和小千谷市等地區為中心。當中大部分路線都由國家、新潟縣和沿線自治體提供補貼以維持服務。
- 1985年（昭和60年）10月16日 - 越後交通100%出資成立地區子公司，名為越後交通觀光巴士株式會社[1]。
- 1985年（昭和60年）11月1日 - 開設越後交通和山線（津南～秋山繼）的許廢除替代巴士服務。
- 1998年（平成10年）10月1日 - 公司改名為越後北觀光巴士株式會社[1]。
- 2002年（平成14年）4月27日 - 越後交通部分路線轉讓至越後北觀光巴士。總部由長岡市遷移至柏崎市。
- 2002年（平成14年）7月15日 - 公司改名為越後柏崎觀光巴士株式會社[1]。
- 2012年（平成24年）10月1日 - 分司改名為北越後觀光巴士株式會社[1]。
- 2017年（平成29年）10月1日 - 合併至母公司越後交通，所有路線由越後交通承繼後解散。

## 總部·営業所
- 總部·柏崎營業所[1]（越後交通：柏崎營業所內）
  - 新潟縣柏崎市扇町4-75
- 出雲崎車庫
- 岡野町車庫
- 小千谷營業所[1]（越後交通：小千谷營業所內）
  - 新潟縣小千谷市旭町1-3
- 十日町車庫
- 長岡營業所[1]（越後交通：栃尾營業所內）
  - 新潟縣長岡市榮町2-24-43
- 見附車庫

## 營業路線
主要在新潟縣中部，信越本線和上越線的各主要車站設有巴士路線到發。另外，以下的巴士站名稱中，括號是指部分班次不途經該站，斜體是指部分班次以該站為終點站。
「※」的路線是地域之間的幹線系統，路線由國家和新潟縣補貼。

### 柏崎站到發路線
※柏崎站 - 柏崎綜合醫療中心線·岡野町線·五中線
柏崎站 - （柏崎綜合醫療中心） - 安田 - （上南條） - 五中 - 大澤 - 岡野町車庫
只有日間部分班次途經柏崎綜合醫療中心。另外途經上南條前往五中的班次於星期六、日與假日暫停服務。
柏崎站 - 久米線
柏崎站 - 柏崎綜合醫療中心 - 新潟工科大學前 - 堀 - 久米
柏崎駅 - 杉平線
柏崎駅 -  柏崎綜合醫療中心 - 厚生醫院 - 北條站前 - 廣田站入口 - 杉平
柏崎駅 - 平井線
柏崎駅 - 柏崎綜合醫療中心 - 下田尻中央 - 平井
柏崎駅 - 中田 - 平井
柏崎駅 - 妙法寺線
柏崎駅 - 中田 - 曾地 - 妙法寺
柏崎駅 - 野田線
柏崎駅 - 四谷 - 綜合高校 - （石塚） - 野田
※柏崎駅 - 出雲崎線
柏崎駅 - 荒濱 - 椎谷 - 出雲崎車庫
- 在星期六、日及假日，椎谷 - 出雲崎之間暫停服務。

柏崎站 - 鯨波線・谷根線
柏崎站 - 中濱中央 - 番神堂 - 鯨波三丁目 - 川內 - 谷根

### 柏崎站南口到發路線
柏崎站南口 - 新潟產業大學線·新潟工科大學線
柏崎站南口 - 田尻工業團地 - 新潟產業大學（ - 夢之森公園）- 安田站前
柏崎站南口 - 新潟工科大學前 - 夢之森公園 - 新潟產業大學 - 安田站前
柏崎站南口 -  柏崎綜合醫療中心 - 下輕井川 - 新潟產業大學 - 安田站前
柏崎駅南口 - 柏崎綜合醫療中心線
柏崎駅南口 - 柏崎綜合醫療中心
柏崎站南口 - 赤坂山公園線
柏崎站南口 - 米山台二丁目 - 國立新潟醫院 - 赤坂山公園

### 十日町車庫·小千谷車庫到發路線
※十日町 - 小千谷線
小千谷車庫前 - 小千谷本町 - 池原 - 上澤 - 川西分所前 - （妻有購物中心） - 十日町本町 - （十日町站前） - 十日町車庫前
- 只前前往小千谷的班次才途經十日町站前。於上澤到發和途經妻有大橋的部分班次才途經妻有購物中心。

十日町 - 榮橋入口 - 上野 - 千手 - 十日町線
十日町車庫前 - 十日町本町 - （十日町站前） - 川西支所前 - 上野 - 榮橋入口 - 十日町本町 - 十日町車庫前
- 先途經千手的班次會途經十日町站前。

十日町 - 上野 - 仙田 - 室島 - 小白倉線
十日町車庫前 - 十日町本町 - 淺河原 - 川西支所前 - 仙田 - 室島 - 岩瀨 - 小白倉
- 部分班次途經仙田和岩瀨，這些班次於室島到發。

小千谷 - 吉谷 - 若栃線
小千谷車庫前 - 小千谷本町 - 上之山 - 吉谷小學前 - 若栃
※小千谷 - 小國線
小千谷車庫前 - 小千谷本町 - 綜合體育館前 - 法坂/押切 - 小國車庫前
- 只有前往小國車庫前的班次途經法坂，只有前往小千谷車庫前的班次途經押切。

小千谷 - 南中學前線
本町西 - 川口站角 - 中新田 - 川井農協前 - 南中學前
小千谷 - 鹽谷線
本町西 - 小千谷站角 - 浦柄三叉路 - 岩間木 - 蘭木 - 鹽谷
縮之里小千谷 - 綜合體育館·Sun Luck小千谷線
縮之里小千谷 - 小千谷站前 - 本町中央 - 市政廳前 - 綜合體育館前·縮之里小千谷

### 栃尾車庫到發路線
在合併至越後交通後，所有路線轉換為需求型合乘的士「景虎號」後而廢除。
栃尾－二日町－上鹽線
栃尾車庫－金澤橋－吉水－下鹽·二日町－開發中心－梅之俁·上鹽橋－入鹽川·（山葵谷）－葎谷
- 在上鹽橋起為自由上落車區間，在巴士站以外也可上落車。
- 只有下行班次停靠山葵谷。
- 在2023年3月31日廢除。

栃尾－栃堀·栗山澤線
栃尾車庫－金橋澤－泉苑前－栃堀・赤谷－（來傳）－栗山澤
- 在泉苑前起為自由上落車區間，在巴士站以外也可上落車。
- 在2023年3月31日廢除。

栃尾－半藏金·新山·軽井澤線
栃尾車庫－荷頃－輕井澤·中－半藏金·新山
- 在上午班次，班次會以中→半藏金→新山→中方向行走，下午班次則以中→新山→半藏金→中方向行走。
- 在2019年9月30日起，荷頃以後的區間被廢除。在2021年3月31日全線廢除。

## 車輛

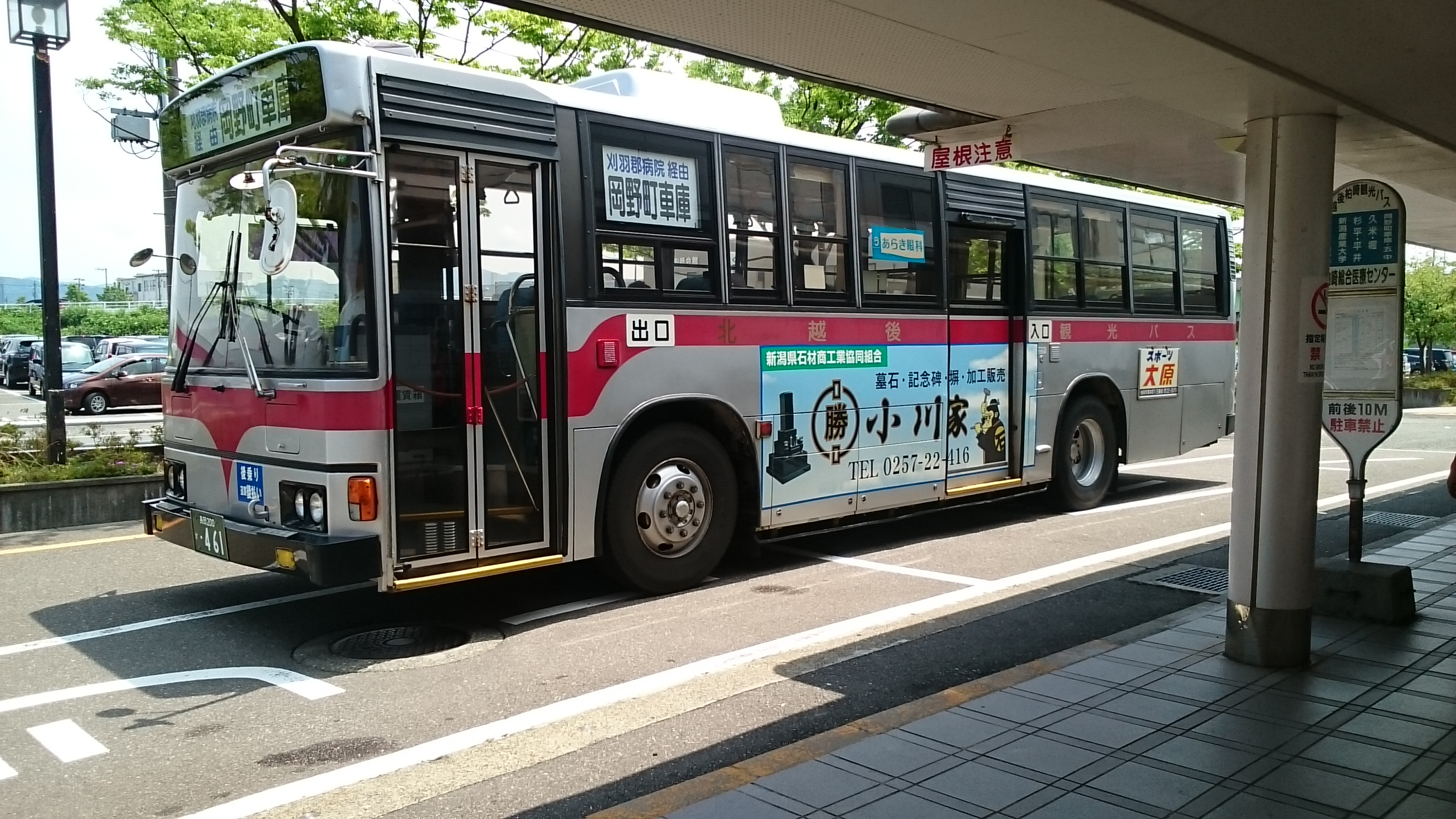
從其他公司購入二手車巴（東急巴士）

北越後觀光巴士除了設有由越後交通繼承的巴士後，也有從全國各地巴士公司購入的二手巴士。在晩年設有日本製4間廠商製造的巴士。
在合併前一刻，許多巴士都是無梯級巴士與可讓輪椅人士乘坐。
車輛的特點是車身沒有貼上E.K.K的公司「越後觀光交通」的英文縮寫，車頭也沒有貼上公司標誌（參圖附圖）。暫停載客時，越後交通的巴士路線幕會顯示「回送車」，而北越後觀光巴士的巴士只會顯示「回送」兩字。
另外，有一些特徴也可以在越後交通的子公司（越後交通縣央觀光和南越後觀光巴士）中發現。

## 注腳
1. 1 2 3 4 5 6 7  . 北越後観光バス.   [2015-03-08]. （原始内容存档于2015-04-02） （日语）.
2. ↑   （页面存档备份，存于）→「交通・運輸」→「新潟県内のバス自家用有償旅客輸送」→「新潟県生活交通確保対策協議会」→「地方公共交通確保維持改善事業の事業評価について」→「別添１」
3. ↑  栃尾地域デマンド型乗合タクシー「景虎号」長岡市HP 2023年2月14日

## 外部連結
- 北越後觀光巴士 （页面存档备份，存于）（日語）